# فهرست گل‌های ملی پله

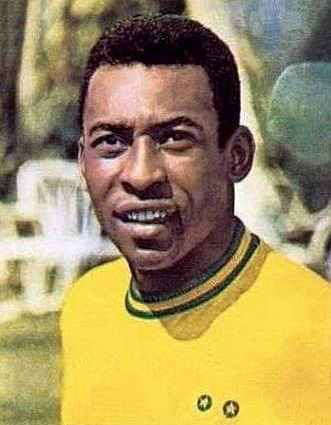
پله در جام جهانی ۱۹۷۰

پله یک بازیکن بازنشسته فوتبال برزیلی بود که از سال ۱۹۵۷ تا ۱۹۷۱ نمایندهٔ تیم ملی فوتبال برزیل در پست مهاجم بود. از وی به‌عنوان یکی از بهترین بازیکنان تمام دوران فوتبال نام برده می‌شود. وی با ۷۷ گل ملی بهترین گلزن برزیل بود که در ۹۲ بازی به ثمر رساند این رکورد او چندی پیش توسط نیمار شکسته شد.
۱۲ گل در جام جهانی، از جمله ۴ گل در جام جهانی ۱۹۷۰ به ثمر رسید.

## گل‌های ملی
پله بهترین گلزن تیم ملی فوتبال برزیل با ۷۷ گل در ۹۲ بازی رسمی بود. که این رکورد او توسط نیمار بازیکن برزیلی این تیم شکسته شد.
 علاوه بر این، او در ۲۲ بازی غیررسمی ۱۹ بار گلزنی کرده‌است. این باعث می‌شود ۱۱۴ بازی و ۹۵ گل غیررسمی شود. او همچنین در ۱۴ بازی در جام جهانی از جمله ۴ گل و ۷ پاس گل در جام جهانی فوتبال ۱۹۷۰ شده‌است. پله بعد از کریستیانو رونالدو که با گلزنی در پنج جام جهانی رکورددار است، به همراه اووه زلر و میروسلاو کلوزه به‌عنوان بازیکنانی که در چهار جام جهانی موفق به گلزنی شده‌اند نیز شناخته می‌شود.
| تعداد | تاریخ           | شهر           | میزبان             | نتیجه | میهمان             | رقابت                                  | گلها |
| ----- | --------------- | ------------- | ------------------ | ----- | ------------------ | -------------------------------------- | ---- |
| ۱.    | ۷ ژوئیه ۱۹۵۷    | ریو دو ژانیرو | برزیل              | ۲–۱   | آرژانتین           | جام روکا                               | ۱    |
| ۲.    | ۱۰ ژوئیه ۱۹۵۷   | سائو پائولو   | برزیل              | ۰–۲   | آرژانتین           | جام روکا                               | ۱    |
| ۳.    | ۴ مه ۱۹۵۸       | ریو دو ژانیرو | برزیل              | ۱–۵   | پاراگوئه           | جام اوسوالدو کروز                      | ۱    |
| ۴.    | ۱۴ مه ۱۹۵۸      | ریو دو ژانیرو | برزیل              | ۰–۴   | بلغارستان          | دوستانه                                | ۰    |
| ۵.    | ۱۸ مه ۱۹۵۸      | سائو پائولو   | برزیل              | ۱–۳   | بلغارستان          | دوستانه                                | ۲    |
| ۶.    | ۱۵ ژوئن ۱۹۵۸    | یوتبری        | برزیل              | ۰–۲   | اتحاد جماهیر شوروی | جام جهانی ۱۹۵۸                         | ۰    |
| ۷.    | ۱۹ ژوئن ۱۹۵۸    | یوتبری        | برزیل              | ۰–۱   | ولز                | جام جهانی ۱۹۵۸                         | ۱    |
| ۸.    | ۲۴ ژوئن ۱۹۵۸    | استکهلم       | برزیل              | ۲–۵   | فرانسه             | جام جهانی ۱۹۵۸                         | ۳    |
| ۹.    | ۲۹ ژوئن ۱۹۵۸    | استکهلم       | برزیل              | ۲–۵   | سوئد               | جام جهانی ۱۹۵۸                         | ۲    |
| ۱۰.   | ۱۰ مارس ۱۹۵۹    | بوئنوس آیرس   | برزیل              | ۲–۲   | پرو                | جام ملت‌های آمریکای جنوبی ۱۹۵۹          | ۱    |
| ۱۱.   | ۱۵ مارس ۱۹۵۹    | بوئنوس آیرس   | برزیل              | ۰–۳   | شیلی               | جام ملت‌های آمریکای جنوبی آرژانتین ۱۹۵۹ | ۲    |
| ۱۲.   | ۲۱ مارس ۱۹۵۹    | بوئنوس آیرس   | برزیل              | ۲–۴   | بولیوی             | جام ملت‌های آمریکای جنوبی ۱۹۵۹          | ۱    |
| ۱۳.   | ۲۶ مارس ۱۹۵۹    | بوئنوس آیرس   | برزیل              | ۱–۳   | اروگوئه            | جام ملت‌های آمریکای جنوبی ۱۹۵۹          | ۰    |
| ۱۴.   | ۲۹ مارس ۱۹۵۹    | بوئنوس آیرس   | برزیل              | ۱–۴   | پاراگوئه           | جام ملت‌های آمریکای جنوبی ۱۹۵۹          | ۳    |
| ۱۵.   | ۴ آوریل ۱۹۵۹    | بوئنوس آیرس   | آرژانتین           | ۱–۱   | برزیل              | جام ملت‌های آمریکای جنوبی ۱۹۵۹          | ۱    |
| ۱۶.   | ۱۳ مه ۱۹۵۹      | ریو دو ژانیرو | برزیل              | ۰–۲   | انگلستان           | دوستانه                                | ۰    |
| ۱۷.   | ۱۷ سپتامبر ۱۹۵۹ | ریو دو ژانیرو | برزیل              | ۰–۷   | شیلی               | جام اوگیگنز                            | ۳    |
| ۱۸.   | ۲۰ سپتامبر ۱۹۵۹ | سائو پائولو   | برزیل              | ۰–۱   | شیلی               | جام اوگیگنز                            | ۰    |
| ۱۹.   | ۲۹ آوریل ۱۹۶۰   | قاهره         | مصر                | ۵–۰   | برزیل              | دوستانه                                | ۰    |
| ۲۰.   | ۱ مه ۱۹۶۰       | اسکندریه      | مصر                | ۳–۱   | برزیل              | دوستانه                                | ۳    |
| ۲۱.   | ۶ مه ۱۹۶۰       | قاهره         | مصر                | ۳–۰   | برزیل              | دوستانه                                | ۰    |
| ۲۲.   | ۱۰ مه ۱۹۶۰      | کپنهاگ        | دانمارک            | ۴–۳   | برزیل              | دوستانه                                | ۰    |
| ۲۳.   | ۹ ژوئیه ۱۹۶۰    | مونته‌ویدئو    | اروگوئه            | ۱–۰   | برزیل              | جام آتلانتیک                           | ۰    |
| ۲۴.   | ۱۲ ژوئیه ۱۹۶۰   | ریو دو ژانیرو | برزیل              | ۱–۵   | آرژانتین           | جام آتلانتیک                           | ۱    |
| ۲۵.   | ۲۱ آوریل ۱۹۶۲   | ریو دو ژانیرو | برزیل              | ۰–۶   | پاراگوئه           | جام اوسوالدو کروز                      | ۱    |
| ۲۶.   | ۲۴ آوریل ۱۹۶۲   | سائو پائولو   | برزیل              | ۰–۴   | پاراگوئه           | جام اوسوالدو کروز                      | ۲    |
| ۲۷.   | ۶ مه ۱۹۶۲       | سائو پائولو   | برزیل              | ۱–۲   | پرتغال             | دوستانه                                | ۰    |
| ۲۸.   | ۹ مه ۱۹۶۲       | ریو دو ژانیرو | برزیل              | ۰–۱   | پرتغال             | دوستانه                                | ۱    |
| ۲۹.   | ۱۲ مه ۱۹۶۲      | ریو دو ژانیرو | برزیل              | ۱–۳   | ولز                | دوستانه                                | ۱    |
| ۳۰.   | ۱۶ مه ۱۹۶۲      | سائو پائولو   | برزیل              | ۱–۳   | ولز                | دوستانه                                | ۲    |
| ۳۱.   | ۳۰ مه ۱۹۶۲      | وینیا دل مار  | برزیل              | ۰–۲   | مکزیک              | جام جهانی ۱۹۶۲                         | ۱    |
| ۳۲.   | ۲ ژوئن ۱۹۶۲     | وینیا دل مار  | برزیل              | ۰–۰   | چکسلواکی           | جام جهانی ۱۹۶۲                         | ۰    |
| ۳۳.   | ۱۳ آوریل ۱۹۶۳   | سائو پائولو   | برزیل              | ۳–۲   | آرژانتین           | جام روکا                               | ۰    |
| ۳۴.   | ۱۶ آوریل ۱۹۶۳   | ریو دو ژانیرو | برزیل              | ۲–۵   | آرژانتین           | جام روکا                               | ۳    |
| ۳۵.   | ۲۱ آوریل ۱۹۶۳   | لیسبون        | پرتغال             | ۰–۱   | برزیل              | دوستانه                                | ۰    |
| ۳۶.   | ۲۸ آوریل ۱۹۶۳   | پاریس         | فرانسه             | ۳–۲   | برزیل              | دوستانه                                | ۳    |
| ۳۷.   | ۲ مه ۱۹۶۳       | آمستردام      | هلند               | ۰–۱   | برزیل              | دوستانه                                | ۰    |
| ۳۸.   | ۵ مه ۱۹۶۳       | هامبورگ       | آلمان غربی         | ۲–۱   | برزیل              | دوستانه                                | ۱    |
| ۳۹.   | ۱۲ مه ۱۹۶۳      | میلان         | ایتالیا            | ۰–۳   | برزیل              | دوستانه                                | ۰    |
| ۴۰.   | ۳۰ مه ۱۹۶۴      | ریو دو ژانیرو | برزیل              | ۱–۵   | انگلستان           | جام ملل                                | ۱    |
| ۴۱.   | ۳ ژوئن ۱۹۶۴     | سائو پائولو   | برزیل              | ۳–۰   | آرژانتین           | جام ملل                                | ۰    |
| ۴۲.   | ۷ ژوئن ۱۹۶۴     | ریو دو ژانیرو | برزیل              | ۱–۴   | پرتغال             | جام ملل                                | ۱    |
| ۴۳.   | ۲ ژوئن ۱۹۶۵     | ریو دو ژانیرو | برزیل              | ۰–۵   | بلژیک              | دوستانه                                | ۳    |
| ۴۴.   | ۶ ژوئن ۱۹۶۵     | ریو دو ژانیرو | برزیل              | ۰–۲   | آلمان غربی         | دوستانه                                | ۱    |
| ۴۵.   | ۹ ژوئن ۱۹۶۵     | ریو دو ژانیرو | برزیل              | ۰–۰   | آرژانتین           | دوستانه                                | ۰    |
| ۴۶.   | ۱۷ ژوئن ۱۹۶۵    | وهران         | الجزایر            | ۳–۰   | برزیل              | دوستانه                                | ۱    |
| ۴۷.   | ۲۴ ژوئن ۱۹۶۵    | پورتو         | پرتغال             | ۰–۰   | برزیل              | دوستانه                                | ۰    |
| ۴۸.   | ۳۰ ژوئن ۱۹۶۵    | استکهلم       | سوئد               | ۲–۱   | برزیل              | دوستانه                                | ۱    |
| ۴۹.   | ۴ ژوئیه ۱۹۶۵    | مسکو          | اتحاد جماهیر شوروی | ۳–۰   | برزیل              | دوستانه                                | ۲    |
| ۵۰.   | ۲۱ نوامبر ۱۹۶۵  | ریو دو ژانیرو | برزیل              | ۲–۲   | اتحاد جماهیر شوروی | دوستانه                                | ۱    |
| ۵۱.   | ۱۹ مه ۱۹۶۶      | ریو دو ژانیرو | برزیل              | ۰–۱   | شیلی               | دوستانه                                | ۰    |
| ۵۲.   | ۴ ژوئن ۱۹۶۶     | سائو پائولو   | برزیل              | ۰–۴   | پرو                | دوستانه                                | ۱    |
| ۵۳.   | ۸ ژوئن ۱۹۶۶     | ریو دو ژانیرو | برزیل              | ۱–۲   | لهستان             | دوستانه                                | ۰    |
| ۵۴.   | ۱۲ ژوئن ۱۹۶۶    | ریو دو ژانیرو | برزیل              | ۱–۲   | چکسلواکی           | دوستانه                                | ۲    |
| ۵۵.   | ۱۵ ژوئن ۱۹۶۶    | ریو دو ژانیرو | برزیل              | ۲–۲   | چکسلواکی           | دوستانه                                | ۱    |
| ۵۶.   | ۲۵ ژوئن ۱۹۶۶    | گلاسگو        | اسکاتلند           | ۱–۱   | برزیل              | دوستانه                                | ۰    |
| ۵۷.   | ۳۰ ژوئن ۱۹۶۶    | یوتبری        | سوئد               | ۳–۲   | برزیل              | دوستانه                                | ۰    |
| ۵۸.   | ۱۲ ژوئیه ۱۹۶۶   | لیورپول       | برزیل              | ۰–۲   | بلغارستان          | جام جهانی ۱۹۶۶                         | ۱    |
| ۵۹.   | ۱۹ ژوئیه ۱۹۶۶   | لیورپول       | پرتغال             | ۱–۳   | برزیل              | جام جهانی ۱۹۶۶                         | ۰    |
| ۶۰.   | ۲۵ ژوئیه ۱۹۶۸   | آسونسیون      | پاراگوئه           | ۴–۰   | برزیل              | جام اوسوالدو کروز                      | ۲    |
| ۶۱.   | ۲۸ ژوئیه ۱۹۶۸   | آسونسیون      | پاراگوئه           | ۰–۱   | برزیل              | جام اوسوالدو کروز                      | ۰    |
| ۶۲.   | ۳۱ اکتبر ۱۹۶۸   | ریو دو ژانیرو | برزیل              | ۲–۱   | مکزیک              | دوستانه                                | ۰    |
| ۶۳.   | ۳ نوامبر ۱۹۶۸   | بلو هوریزونته | برزیل              | ۱–۲   | مکزیک              | دوستانه                                | ۱    |
| ۶۴.   | ۶ نوامبر ۱۹۶۸   | ریو دو ژانیرو | برزیل              | ۲–۱   | FIFA XI            | دوستانه                                | ۰    |
| ۶۵.   | ۱۴ دسامبر ۱۹۶۸  | ریو دو ژانیرو | برزیل              | ۲–۲   | آلمان غربی         | دوستانه                                | ۰    |
| ۶۶.   | ۱۷ دسامبر ۱۹۶۸  | ریو دو ژانیرو | برزیل              | ۳–۳   | یوگسلاوی           | دوستانه                                | ۱    |
| ۶۷.   | ۷ آوریل ۱۹۶۹    | پورتو آلگری   | برزیل              | ۱–۲   | پرو                | دوستانه                                | ۰    |
| ۶۸.   | ۹ آوریل ۱۹۶۹    | ریو دو ژانیرو | برزیل              | ۲–۳   | پرو                | دوستانه                                | ۱    |
| ۶۹.   | ۱۲ ژوئن ۱۹۶۹    | ریو دو ژانیرو | برزیل              | ۱–۲   | انگلستان           | دوستانه                                | ۰    |
| ۷۰.   | ۶ اوت ۱۹۶۹      | بوگوتا        | کلمبیا             | ۲–۰   | برزیل              | مقدماتی جام جهانی ۱۹۷۰                 | ۰    |
| ۷۱.   | ۱۰ اوت ۱۹۶۹     | کاراکاس       | ونزوئلا            | ۵–۰   | برزیل              | مقدماتی جام جهانی ۱۹۷۰                 | ۲    |
| ۷۲.   | ۱۷ اوت ۱۹۶۹     | آسونسیون      | پاراگوئه           | ۳–۰   | برزیل              | مقدماتی جام جهانی ۱۹۷۰                 | ۰    |
| ۷۳.   | ۲۱ اوت ۱۹۶۹     | ریو دو ژانیرو | برزیل              | ۲–۶   | کلمبیا             | مقدماتی جام جهانی ۱۹۷۰                 | ۱    |
| ۷۴.   | ۲۴ اوت ۱۹۶۹     | ریو دو ژانیرو | برزیل              | ۰–۶   | ونزوئلا            | مقدماتی جام جهانی ۱۹۷۰                 | ۲    |
| ۷۵.   | ۳۱ اوت ۱۹۶۹     | ریو دو ژانیرو | برزیل              | ۰–۱   | پاراگوئه           | مقدماتی جام جهانی ۱۹۷۰                 | ۱    |
| ۷۶.   | ۴ مارس ۱۹۷۰     | پورتو آلگری   | برزیل              | ۲–۰   | آرژانتین           | دوستانه                                | ۰    |
| ۷۷.   | ۸ مارس ۱۹۷۰     | ریو دو ژانیرو | برزیل              | ۱–۲   | آرژانتین           | دوستانه                                | ۱    |
| ۷۸.   | ۲۲ مارس ۱۹۷۰    | سائو پائولو   | برزیل              | ۰–۵   | شیلی               | دوستانه                                | ۲    |
| ۷۹.   | ۲۶ مارس ۱۹۷۰    | ریو دو ژانیرو | برزیل              | ۱–۲   | شیلی               | دوستانه                                | ۰    |
| ۸۰.   | ۱۲ آوریل ۱۹۷۰   | ریو دو ژانیرو | برزیل              | ۰–۰   | پاراگوئه           | دوستانه                                | ۰    |
| ۸۱.   | ۲۶ آوریل ۱۹۷۰   | سائو پائولو   | برزیل              | ۰–۰   | بلغارستان          | دوستانه                                | ۰    |
| ۸۲.   | ۲۹ آوریل ۱۹۷۰   | ریو دو ژانیرو | برزیل              | ۰–۱   | اتریش              | دوستانه                                | ۰    |
| ۸۳.   | ۳ ژوئن ۱۹۷۰     | گوادالاخارا   | برزیل              | ۱–۴   | چکسلواکی           | جام جهانی ۱۹۷۰                         | ۱    |
| ۸۴.   | ۷ ژوئن ۱۹۷۰     | گوادالاخارا   | برزیل              | ۰–۱   | انگلستان           | جام جهانی ۱۹۷۰                         | ۰    |
| ۸۵.   | ۱۰ ژوئن ۱۹۷۰    | گوادالاخارا   | برزیل              | ۲–۳   | رومانی             | جام جهانی ۱۹۷۰                         | ۲    |
| ۸۶.   | ۱۴ ژوئن ۱۹۷۰    | گوادالاخارا   | برزیل              | ۲–۴   | پرو                | جام جهانی ۱۹۷۰                         | ۰    |
| ۸۷.   | ۱۷ ژوئن ۱۹۷۰    | گوادالاخارا   | برزیل              | ۱–۳   | اروگوئه            | جام جهانی ۱۹۷۰                         | ۰    |
| ۸۸.   | ۲۱ ژوئن ۱۹۷۰    | مکزیکو سیتی   | برزیل              | ۱–۴   | ایتالیا            | جام جهانی ۱۹۷۰                         | ۱    |
| ۸۹.   | ۳۰ سپتامبر ۱۹۷۰ | ریو دو ژانیرو | برزیل              | ۱–۲   | مکزیک              | دوستانه                                | ۰    |
| ۹۰.   | ۴ اکتبر ۱۹۷۰    | سانتیاگو      | شیلی               | ۵–۱   | برزیل              | دوستانه                                | ۱    |
| ۹۱.   | ۱۱ ژوئیه ۱۹۷۱   | سائو پائولو   | برزیل              | ۱–۱   | اتریش              | دوستانه                                | ۱    |
| ۹۲.   | ۱۸ ژوئیه ۱۹۷۱   | ریو دو ژانیرو | برزیل              | ۲–۲   | یوگسلاوی           | دوستانه                                | ۰    |

| فهرست بازیهای غیررسمی | فهرست بازیهای غیررسمی | فهرست بازیهای غیررسمی   | فهرست بازیهای غیررسمی | فهرست بازیهای غیررسمی | فهرست بازیهای غیررسمی | فهرست بازیهای غیررسمی | فهرست بازیهای غیررسمی |
| تعداد                 | تاریخ                 | شهر                     | میزبان                | نتیجه                 | رقیب                  | گلها                  | یادداشت               |
| --------------------- | --------------------- | ----------------------- | --------------------- | --------------------- | --------------------- | --------------------- | --------------------- |
| ۱.                    | ۱۹۵۸-۰۵-۲۱            | سائو پائولو             | برزیل                 | ۰–۵                   | کورینتیانس            | ۰                     |                       |
| ۲.                    | ۱۹۶۰-۰۵-۰۸            | مالمو                   | مالمو                 | ۷–۱                   | برزیل                 | ۲                     |                       |
| ۳.                    | ۱۹۶۰-۰۵-۱۲            | میلان                   | اینتر                 | ۲–۲                   | برزیل                 | ۲                     |                       |
| ۴.                    | ۱۹۶۰-۰۵-۱۶            | لیسبون                  | اسپورتینگ لیسبون      | ۴–۰                   | برزیل                 | ۰                     |                       |
| ۵.                    | ۱۹۶۳-۰۵-۰۳            | آیندهوون                | آیندهوون              | ۱–۰                   | برزیل                 | ۰                     |                       |
| ۶.                    | ۱۹۶۶-۰۵-۰۱            | ریو دو ژانیرو           | برزیل                 | ۰–۲                   | ریو گرانده جنوبی      | ۰                     |                       |
| ۷.                    | ۱۹۶۶-۰۶-۲۱            | مادرید                  | اتلتیکو مادرید        | ۵–۳                   | برزیل                 | ۳                     |                       |
| ۸.                    | ۱۹۶۶-۰۷-۰۴            | استکهلم                 | آی‌ای‌کی                | ۴–۲                   | برزیل                 | ۲                     |                       |
| ۹.                    | ۱۹۶۶-۰۷-۰۶            | مالمو                   | مالمو                 | ۳–۱                   | برزیل                 | ۲                     |                       |
| ۱۰.                   | ۱۹۶۸-۱۱-۱۳            | کوریتیبا                | انتخاب پارانا         | ۲–۱                   | برزیل                 | ۰                     |                       |
| ۱۱.                   | ۱۹۶۹-۰۷-۰۶            | سالوادور                | باهیا                 | ۴–۰                   | برزیل                 | ۱                     |                       |
| ۱۲.                   | ۱۹۶۹-۰۷-۰۹            | آراکاخو                 | سرجیپه                | ۸–۲                   | برزیل                 | ۰                     |                       |
| ۱۳.                   | ۱۹۶۹-۰۷-۱۳            | رسیفی                   | پرنامبوکو             | ۶–۱                   | برزیل                 | ۱                     |                       |
| ۱۴.                   | ۱۹۶۹-۰۸-۰۱            | بوگوتا                  | میلوناریوس            | ۲–۰                   | برزیل                 | ۰                     |                       |
| ۱۵.                   | ۱۹۶۹-۰۹-۰۳            | بلو هوریزونته           | میناس گرایس           | ۱–۲                   | برزیل                 | ۱                     |                       |
| ۱۶.                   | ۱۹۷۰-۰۳-۱۴            | ریو دو ژانیرو           | بانگو                 | ۱–۱                   | برزیل                 | ۰                     |                       |
| ۱۷.                   | ۱۹۷۰-۰۴-۰۵            | مانائوس                 | آمازون آ              | ۴–۱                   | برزیل                 | ۱                     |                       |
| ۱۸.                   | ۱۹۷۰-۰۴-۱۹            | بلو هوریزونته           | میناس گرایس           | ۳–۱                   | برزیل                 | ۰                     |                       |
| ۱۹.                   | ۱۹۷۰-۰۵-۰۶            | گوادالاخارا             | گوادالاخارا           | ۳–۰                   | برزیل                 | ۱                     |                       |
| ۲۰.                   | ۱۹۷۰-۰۵-۱۷            | لئون                    | لئون                  | ۵–۲                   | برزیل                 | ۲                     |                       |
| ۲۱.                   | ۱۹۷۰-۰۵-۲۴            | ورزشگاه سرخیو لئون چاوز | ایراپواتو             | ۳–۰                   | برزیل                 | ۰                     |                       |
| ۲۲.                   | ۱۹۷۳-۱۲-۱۹            | ریو دو ژانیرو           | برزیل                 | ۱–۲                   | منتخب جهان            | ۱                     | [ ۸ ] [ ۹ ]           |

### گلهای زده در جام جهانی
| ۱.  | ۱۹۵۸-۰۶-۱۹ | ورزشگاه اولوی، یوتبری، سوئد           | ولز       | ۰-۱ | ۰–۱ | ۱۹۵۸         | یک چهارم نهایی |  |    |            |                                     |          |     |     |      |             |
| ۲.  | ۱۹۵۸-۰۶-۲۴ | ورزشگاه روسوندا، سولنا، سوئد          | فرانسه    | ۳-۱ | ۵–۲ | ۱۹۵۸         | نیمه نهایی     |  |    |            |                                     |          |     |     |      |             |
| ۳.  | ۱۹۵۸-۰۶-۲۴ | ورزشگاه روسوندا، سولنا، سوئد          | فرانسه    | ۴-۱ | ۵–۲ | ۱۹۵۸         | نیمه نهایی     |  |    |            |                                     |          |     |     |      |             |
| ۴.  | ۱۹۵۸-۰۶-۲۴ | ورزشگاه روسوندا، سولنا، سوئد          | فرانسه    | ۵-۱ | ۵–۲ | ۱۹۵۸         | نیمه نهایی     |  |    |            |                                     |          |     |     |      |             |
| ۵.  | ۱۹۵۸-۰۶-۲۹ | ورزشگاه روسوندا، سولنا، سوئد          | سوئد      | ۳-۱ | ۵–۲ | ۱۹۵۸         | دیدار پایانی   |  |    |            |                                     |          |     |     |      |             |
| ۶.  | ۱۹۵۸-۰۶-۲۹ | ورزشگاه روسوندا، سولنا، سوئد          | سوئد      | ۵-۲ | ۵–۲ | ۱۹۵۸         | دیدار پایانی   |  |    |            |                                     |          |     |     |      |             |
| ۷.  | ۱۹۶۲-۰۵-۳۰ | ورزشگا ساوسالیتو، وینیا دل مار، شیلی  | مکزیک     | ۰-۲ | ۰–۲ | ۱۹۶۲         | مرحله گروهی    |  |    |            |                                     |          |     |     |      |             |
| ۸.  | ۱۹۶۶-۰۷-۱۲ | ورزشگاه گودیسون پارک، لیورپول، انگلیس | بلغارستان | ۰-۱ | ۰–۲ | ۱۹۶۶         | مرحله گروهی    |  | ۹. | ۱۹۷۰-۰۶-۰۳ | ورزشگاه خالیسکو، گوادالاخارا، مکزیک | چکسلواکی | ۱-۲ | ۱–۴ | ۱۹۷۰ | مرحله گروهی |
| ۱۰. | ۱۹۷۰-۰۶-۱۰ | ورزشگاه خالیسکو، گوادالاخارا، مکزیک   | رومانی    | ۰-۱ | ۲–۳ | مرحله گروهی  |                |  |    |            |                                     |          |     |     | ۱۹۷۰ |             |
| ۱۱. | ۱۹۷۰-۰۶-۱۰ | ورزشگاه خالیسکو، گوادالاخارا، مکزیک   | رومانی    | ۱-۳ | ۲–۳ | مرحله گروهی  |                |  |    |            |                                     |          |     |     | ۱۹۷۰ |             |
| ۱۲. | ۱۹۷۰-۰۶-۲۱ | ورزشگاه آزتکا، مکزیکو سیتی، مکزیک     | ایتالیا   | ۰-۱ | ۱–۴ | دیدار پایانی |                |  |    |            |                                     |          |     |     | ۱۹۷۰ |             |

### خلاصه
| تیم   | سال   | مسابقات | مسابقات | دوستانه | دوستانه | مجموع | مجموع | میانگین زدن گل |
| تیم   | سال   | بازی    | گلها    | بازی    | گلها    | بازی  | گلها  | میانگین زدن گل |
| ----- | ----- | ------- | ------- | ------- | ------- | ----- | ----- | -------------- |
| برزیل | ۱۹۵۷  | ۲       | ۲       | ۰       | ۰       | ۲     | ۲     | ۱              |
| برزیل | ۱۹۵۸  | ۴       | ۶       | ۳       | ۳       | ۷     | ۹     | ۱٫۱۳           |
| برزیل | ۱۹۵۹  | ۸       | ۱۱      | ۱       | ۰       | ۹     | ۱۱    | ۱٫۲۲           |
| برزیل | ۱۹۶۰  | ۲       | ۱       | ۴       | ۱       | ۶     | ۲     | ۰٫۸۹           |
| برزیل | ۱۹۶۱  | ۰       | ۰       | ۰       | ۰       | ۰     | ۰     | -              |
| برزیل | ۱۹۶۲  | ۴       | ۴       | ۴       | ۴       | ۸     | ۸     | ۱              |
| برزیل | ۱۹۶۳  | ۲       | ۳       | ۵       | ۴       | ۷     | ۷     | ۰٫۸۸           |
| برزیل | ۱۹۶۴  | ۳       | ۲       | ۰       | ۰       | ۳     | ۲     | ۰٫۶۷           |
| برزیل | ۱۹۶۵  | ۰       | ۰       | ۸       | ۹       | ۸     | ۹     | ۱٫۱۳           |
| برزیل | ۱۹۶۶  | ۲       | ۱       | ۷       | ۴       | ۹     | ۵     | ۰٫۸۵           |
| برزیل | ۱۹۶۷  | ۰       | ۰       | ۰       | ۰       | ۰     | ۰     | -              |
| برزیل | ۱۹۶۸  | ۰       | ۰       | ۷       | ۴       | ۷     | ۴     | ۰٫۶۳           |
| برزیل | ۱۹۶۹  | ۶       | ۶       | ۳       | ۱       | ۹     | ۷     | ۰٫۷۱           |
| برزیل | ۱۹۷۰  | ۶       | ۴       | ۹       | ۴       | ۱۵    | ۸     | ۰٫۵۷           |
| برزیل | ۱۹۷۱  | ۰       | ۰       | ۲       | ۱       | ۲     | ۱     | ۰٫۵۰           |
| برزیل | مجموع | ۴۱      | ۴۳      | ۵۱      | ۳۴      | ۹۲    | ۷۷    | ۰٫۸۴           |
| مجموع | مجموع | ۴۱      | ۴۳      | ۶۹      | ۵۶      | ۱۱۴   | ۹۵    | ۰٫۸۳           |